# Katie Brambley
Katie Brambley (Victoria, 5 de febrero de 1979) es una deportista canadiense que compitió en natación.
Ganó una medalla de bronce en el Campeonato Pan-Pacífico de Natación de 1995, en la prueba de 4 × 200 m libre. Participó en los Juegos Olímpicos de Sídney 2000, ocupando el quinto lugar en la misma prueba.

## Palmarés internacional
| Campeonato Pan-Pacífico | Campeonato Pan-Pacífico  | Campeonato Pan-Pacífico | Campeonato Pan-Pacífico |
| Año                     | Lugar                    | Medalla                 | Prueba                  |
| ----------------------- | ------------------------ | ----------------------- | ----------------------- |
| 1995                    | Atlanta (Estados Unidos) | Medalla de bronce       | 4 × 200 m libre         |